# Сосницька сотня
Сосницька сотня — сотня Війська Запорозького з центром у містечку Сосниця.
У 1648—1649 існувало дві Сосницькі сотні, які входили до Сосницького полку. У 1649—1654 в складі Чернігівського полку була одна Сосницька сотня. У 1654—1663 належала до Ніжинського полку. На її основі 1663 відновлено Сосницький полк (1663—1668). У 1668—1782 входила до Чернігівського полку. В 1751—1768 існувала ще одна Сосницька сотня в Чернігівському полку.
Після ліквідації полково-сотенного адміністративного устрою України сотня ввійшла до складу Чернігівського намісництва.

## Історія
Сформувалася у складі окремого Сосницького полку влітку 1648 року. За Зборівською угодою 16 жовтня 1649 р. Сосницький полк, який включав села Лави, Рудню, Устя, Якличі, Змітнів, Конятин, Козленичі, Шабалинів, а очолював його Леонтій Ракушка (1648—1649 pp.), був ліквідований. Полкова територія і козаки (100 осіб), уже як сотня на чолі з сотником Михайлом Жураковським, увійшли до складу Чернігівського полку.
У 1654 р. Сосницьку сотню включено до Ніжинського полку (містечко Сосниця та села Лави, Кириївка, Змітнів, Усть-Убедське). У 1663 р. гетьман І. Брюховецький відновив окремий Сосницький полк, який очолювали полковники Яків Скидан (1663—1664) та Федір Холод (1664—1668). Петро Дорошенко, під час свого походу на Лівобережжя, у 1668 р. ліквідував Сосницький полк, а територію і козаків як окрему сотню включив до складу Чернігівського полку. У ньому Сосницька сотня перебувала далі аж до своєї ліквідації у 1782 р. На короткий час, від 1751 р. до 1768 p., сотня поділялася на два військові підрозділи. Територія скасованої адмінодиниці увійшла до Чернігівського намісництва.

## Сотники
Сотники:
1. Михайло Жураховський (Жураковський) (1649)
2. Іван Красовський (1651)
3. Сава Філонович (Савелій Філонов) (1654)
4. Дем'ян Галенко (1656)
5. Василь Омельяненко (1657—1662)
6. Семен Павленко (1662)
7. Федір Холод (1668)
8. Андрій Тищенко (1669)
9. Микита Никифорович Литовченко (1670—1672)
10. Федір Беличенко (1672)
11. Степан Тимофійович Зорченко (1672—1676)
12. Андрій Дорофійович Дорошенко (1677)
13. Павло Крачевський (1677—1685)
14. Андрій Дорофійович Дорошенко (1689—1691, вдруге)
15. Іван Андрійович Дорошенко (1691—1694)
16. Семен Васильович Омельяненко (1696)
17. Іван Андрійович Дорошенко (1699—1704, вдруге)
18. Башкирець Остап Стефанович (1701, н.)
19. Пилип Шафонський (1704)
20. Василь Андрійович Дорошенко (1707)
21. Павло Омелянович Сангурський (1707—1709)
22. Семен Васильович Омельяненко (1710)
23. Павло Омелянович Сангурський (1711, вдруге)
24. Башкирець Остап Стефанович (1712, н.)
25. Василь Іванович Оболонський (Каневський-Оболонський) (1714—1718)
26. Опанас Петрович Запорожченко (1717, 1722, 1724, н.)
27. Василь Андрійович Дорошенко (1718) /вдруге/
28. Василь Іванович Оболонський (Каневський-Оболонський) (1719, вдруге)
29. Павло Омелянович Сангурський (1719—1721, втретє)
30. Василь Андрійович Дорошенко (1723, втретє)
31. Павло Омелянович Сангурський (1723—1734, вчетверте)
32. Кирило Гаврилович (1723, н.)
33. Опанас Петрункевич (1724, н.)
34. Василь Волковський (1734—1735)
35. Павло Іванович Ломиковський (1735—1737)
36. Леонтій Омельяненко (1737, н.)
37. Павло Полетановський (1738—1750 чи 1744—1747)
38. Григорій Поручко (1738, н.)
39. Іван Можчуров (1739, н.)
40. Левко Івасенко (1741, н.)
41. Іван Ярошевич (1747—1749, н.)
42. Йосип Гаврилович (4.1751, н.)
43. Филимон Йосипович Шафонський-Шатило (1751—1754, 1760/1765 чи 1760—1762, 1765—1768), як сотник 2-ї Сосницької сотні
44. Іван Лисянський (?Лук'яновський) (1754—1760)
45. Василь Васильович Дорошенко (1763, н., 1764, н.)
46. Григорій Петровський (1764, н.)
47. Павло Тихонович (1765, н.)
48. Йосип Шишка (1765—1768)
49. Роман Журба (1768)
50. Петро Іванович Лисянський (?Сенецький) (1771—1779)

Сотники 2-ї сотні:
1. Филимон Йосипович Шафонський-Шатило (1751—1768, з перервами)
2. Омелян Степанович Станіславський (1768—1771)